# 北海道戯曲賞
北海道戯曲賞（ほっかいどうぎきょくしょう）は、公益財団法人北海道文化財団内に設置されている、北海道舞台塾実行委員会が主催する戯曲の賞。 
1998年（平成10年）より3年開催された北海道戯曲コンクール「北の戯曲賞」を前身として、再び優れた舞台作品を創出する目的で開催。
北海道のみならず全国に門戸を開いており、次代を担う劇作家を発掘するとともに、優れた作品を道民に提供することも目的としている。
応募作品は1人1作品となり、日本語による戯曲で、既発表・既上演の作品についても応募可能だが、他の戯曲賞への応募歴のある作品・過去に受賞歴のある作品の応募は出来ない。
第1次審査・第2次審査を経て、大賞・優秀賞受賞作品を選出。戯曲集として発行するとともに、公益財団法人北海道文化財団アートスペース等で一般に公開される。

## 受賞者・受賞作品一覧
| 年                 | 回 | 大賞                                                  | 優秀賞                                                                        | 最終選考作品 |
| ------------------ | -- | ----------------------------------------------------- | ----------------------------------------------------------------------------- | --- |
| 平成26年（2014年） | 1  | 藤原達郎（福岡県） 『悪い天気』                       | 島田佳代（鹿児島県） 『乗組員』                                               | 粟飯原ほのか（神奈川県）『あなたとのもの語り』 イトウワカナ（北海道）『薄暮（haku-bo）』 加藤英雄（東京都）『ムカイ先生の歩いた道』 戸塚直人（北海道）『私の父』 福谷圭祐（大阪府）『終末の予定』 |
| 平成27年（2015年） | 2  | なし                                                  | 池田美樹（熊本県） 『ぼくの、おばさん』 南出謙吾（東京都） 『終わってないし』 | 幸田真洋（福岡県）『中央区今泉』 すがの公（北海道）『戦うゾウの死ぬとき』 鈴木穣（東京都）『ブスとたんこぶ』 原田ゆう（東京都）『浮いていく背中に』 横山拓也（大阪府）『流れんな』 |
| 平成28年（2016年） | 3  | なし                                                  | 藤原佳奈（東京都） 『Sの唄』 吉田小夏（東京都） 『海の五線譜』                | イトウワカナ（北海道）『ブルーマウンテン号の卵と間違い探し』 合田団地（京都府）『船の行方知らず』 鈴木穣（東京都）『ひみつ箱』 土橋淳志（大阪府）『あの町から遠く離れて』 中野守（兵庫県）『チャットルームでなぐり合い！』 平石耕一（埼玉県）『めくじら尺』 まきりか（東京都）『ミュージカル「DAICHI」』 村上典子（東京都）『カノン』                           |
| 平成29年（2017年） | 4  | 本橋龍（東京都） 『動く物』                           | 中野守（兵庫県） 『10分間～タイムリープが止まらない～』                       | 島田佳代（鹿児島県）『鱗の宿』 弦巻啓太（北海道）『サウンズ・オブ・サイレンシーズ』 田坂哲郎（福岡県）『些細なうた』 田邊克彦（青森県）『鶴吉印章堂～畑山さんの印』 滝本祥生（東京都）『中ノ嶋ライト』 川口大樹（福岡県）『西のメリーゴーランド』 大迫旭洋（宮崎県）『南の国から』 荒木建策（東京都）『メゾン・ド・ユー』 木村恵美子（埼玉県）『Replace Grace』 |
| 平成30年（2018年） | 5  | 大池容子（東京都） 『バージン・ブルース』             | 伸由樹生（神奈川県） 『酒乱お雪』 本橋龍（東京都） 『転職生』                 | 斜田章大（愛知県）『小説家の檻』 相馬杜宇（神奈川県）『新在り処』 國吉咲貴（埼玉県）『チキン南蛮の日々』 松岡伸哉（福岡県）『はるまつあきふゆ』 キタモトマサヤ（大阪府）『ほたる－ふたりの女優のために』 |
| 令和元年（2019年） | 6  | なし                                                  | 本橋龍（東京都） 『さなぎ』 霧島ロック（東京都） 『Share シェア』             | 鈴木穣（千葉県）『あいがけ』 升味加耀（東京都）『害悪』 松岡伸哉（福岡県）『さよなら、サンカク』 宮崎玲奈（神奈川県）『須磨浦旅行譚』 大池容子（東京都）『ハイライト』 戸澤直人（北海道）『私、ミープヒースの物語』 |
| 令和2年（2020年）  | 7  | なし                                                  | 南出謙吾（大阪府） 『夕映えの職分』                                           | 松岡伸哉（福岡県）『かいじゅうたち』 山脇立嗣（京都府）『その先の凪』 霧島ロック（東京都）『ッぱち！』 刈馬カオス（愛知県）『フラジャイル・ジャパン』 中村ケンシ（大阪府）『ムスウノヒモ』 |
| 令和3年（2021年）  | 8  | 葭本未織（兵庫県） 『南千住回遊野外劇「リアの跡地」』 | なし                                                                          | 柳生二千翔（東京都）『アンダーカレント』 私道かぴ（大阪府）『犬が死んだ、僕は父親になることにした』 野村有志（大阪府）『コルチカム』 斜田章大（愛知県）『残火（ザンカ）』 鈴木アツト（東京都）『藤田嗣治～白い暗闇～』 |
| 令和4年（2022年）  | 9  | ごまのはえ（大阪府） 『チェーホフも鳥の名前』         | なし                                                                          | 大原渉平（滋賀県）『畦道』 佐藤礼一（東京都）『おもいでは君のこころの襲鱗』 鈴木アツト（東京都）『カレル・チャペック～水の足音～』 池亀三太（東京都）『ゴンドラ』 萩谷至史（東京都）『脱出は第二宇宙速度で』 |
| 令和5年（2023年）  | 10 | 七坂稲（兵庫県） 『迷惑な客』                         | 鈴木アツト 『犬と独裁者』                                                     | 久保田響介（東京都）『流れてく』 白江夏生み（東京都）『ふねを漕ぐ魚たち』 山本タカ（東京都）『老獣のおたけび』 |
| 令和6年（2024年）  | 11 | 私道かぴ（東京都） 『かいころく -工女編- 』           | 石崎竜史（埼玉県） 『長い正月』 鈴木アツト（東京都） 『みえないくに』         | 岡本拓也（愛知県）『超現代』 山本タカ（東京都）『猛獣のくちづけ』 |

## 最終選考会・選考委員
- 2014年 - 2014年12月23日、公益財団法人北海道文化財団内アートスペース

長田育恵（演劇ユニットてがみ座主宰）、斎藤歩（札幌座チーフディレクター）、土田英生（劇団MONO代表）、畑澤聖悟（劇団渡辺源四郎商店主宰）、前田司郎（劇団五反田団主宰）
- 2015年 - 2015年12月5日、公益財団法人北海道文化財団内アートスペース

長田育恵（演劇ユニットてがみ座主宰）、斎藤歩（札幌座チーフディレクター）、土田英生（劇団MONO代表）、畑澤聖悟（劇団渡辺源四郎商店主宰）、前田司郎（劇団五反田団主宰）
- 2016年 - 2017年1月中旬、東京都内[2][注釈 1]

長田育恵（演劇ユニットてがみ座主宰）、斎藤歩（公益財団法人北海道演劇財団常務理事・芸術監督）、土田英生（劇団MONO代表）、畑澤聖悟（劇団渡辺源四郎商店主宰）、前田司郎（劇団五反田団主宰）
- 2017年 - 2018年1月26日、北海道内

長田育恵（演劇ユニットてがみ座主宰）、斎藤歩（公益財団法人北海道演劇財団常務理事・芸術監督）、土田英生（劇団MONO代表）、畑澤聖悟（劇団渡辺源四郎商店主宰）、前田司郎（劇団五反田団主宰）
- 2018年 - 2019年1月、北海道内

桑原裕子（劇団KAKUTA主宰）、斎藤歩（公益財団法人北海道演劇財団専務理事・芸術監督）、土田英生（劇団MONO代表）、長塚圭史（劇団阿佐ヶ谷スパイダース主宰）、前田司郎（劇団五反田団主宰）
- 2019年 - 2020年1月19日 、北海道内[3]

桑原裕子（劇団KAKUTA主宰）、斎藤歩（公益財団法人北海道演劇財団専務理事・芸術監督）、土田英生（劇団MONO代表）、長塚圭史（劇団阿佐ヶ谷スパイダース主宰）、前田司郎（劇団五反田団主宰）
- 2020年  - 2021年1月31日[4]

江本純子（毛皮族・財団、江本純子）、桑原裕子（劇団KAKUTA主宰）、斎藤歩（公益財団法人北海道演劇財団専務理事・芸術監督）、瀬戸山美咲（ミナモザ）、長塚圭史（劇団阿佐ヶ谷スパイダース主宰）
- 2021年  - 2022年3月2日[5]

江本純子（毛皮族・財団、江本純子）、桑原裕子（劇団KAKUTA主宰）、斎藤歩（札幌座）、瀬戸山美咲（ミナモザ）、古川健（劇団チョコレートケーキ）
- 2022年

江本純子（毛皮族・財団、江本純子）、桑原裕子（劇団KAKUTA主宰）、瀬戸山美咲（ミナモザ）、古川健（劇団チョコレートケーキ）、松井周（サンプル）
- 2023年

江本純子（毛皮族・財団、江本純子）、瀬戸山美咲（ミナモザ）、福原充則（ピチチ5）、古川健（劇団チョコレートケーキ）、松井周（サンプル）
- 2024年

江本純子（毛皮族・財団、江本純子）、竹田モモコ（ばぶれるりぐる）、福原充則（ピチチ5）、古川健（劇団チョコレートケーキ）、松井周（サンプル）